# José Ferrer-Vidal y Soler

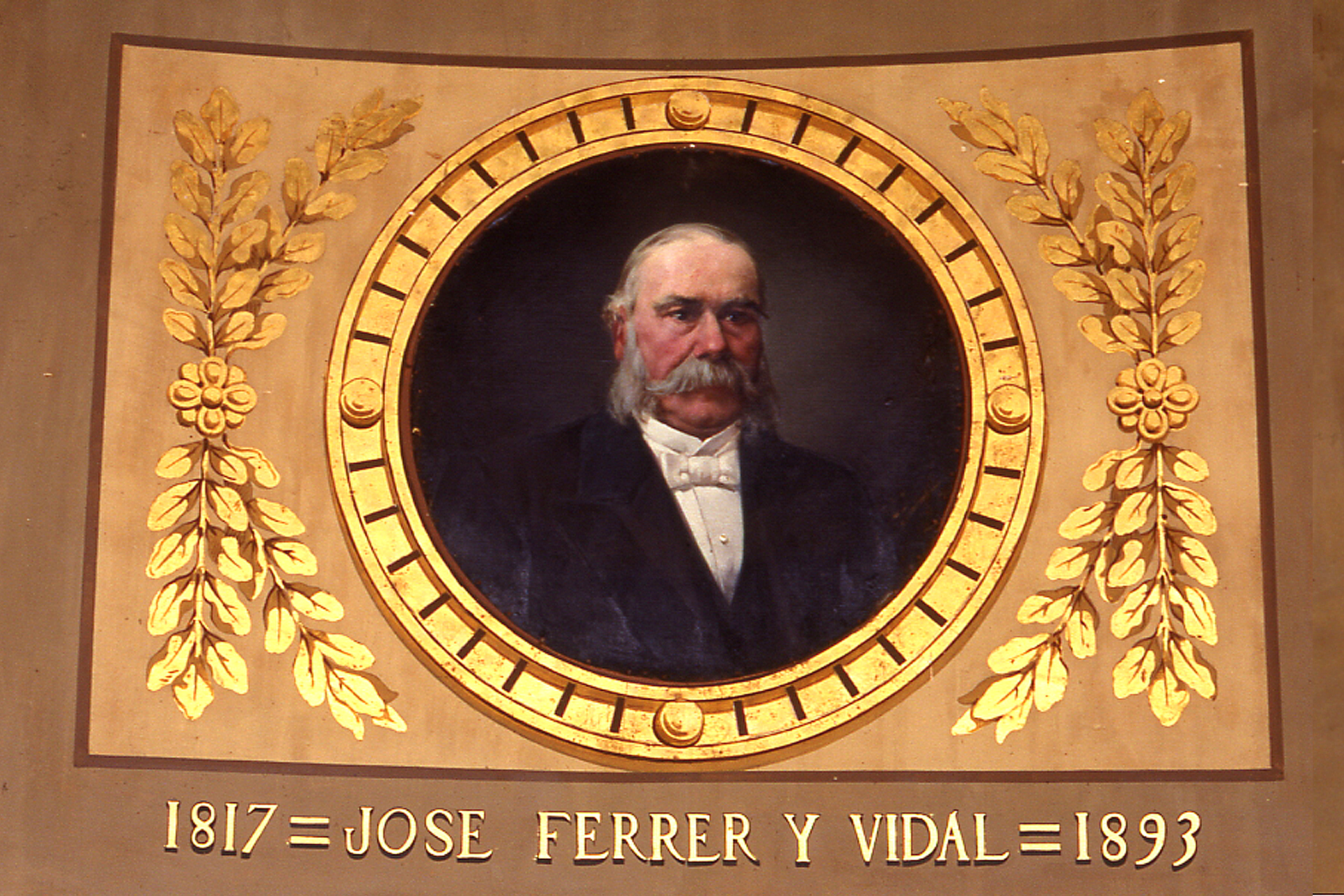
José Ferrer y Vidal fue el padre de José Ferrer-Vidal y Soler, I marqués de Ferrer-Vidal, y el iniciador de la saga familiar.

José Ferrer-Vidal y Soler (Villanueva y Geltrú 1852 - Barcelona 1927), I marqués de Ferrer-Vidal, cuñado del I conde de Güell, procedía de una familia exponente de la ennoblecida burguesía industrial catalana. Fue político, senador del Reino, pintor, músico, experto en arqueología, crítico de arte, coleccionista de arte y mecenas de artistas. Hijo del industrial José Ferrer y Vidal, fundador de la saga de los "Ferrer-Vidal", conocida familia de la alta burguesía catalana.

## Coleccionista y mecenas
Es recordado por su importante colección de pintura, cerámica, muebles, orfebrería, hierros y armas. De su colección, destaca en especial la tabla central del retablo gótico de san Jorge, obra de Bernardo Martorell, procedente probablemente de la capilla del palacio de la Generalidad (1434-1435, Art Institute, Chicago), adquirida a través del intermediario de Josepa de Rocabruna, a instancias del pintor y restaurador Tomás Moragas.
La Biblioteca del Museo Nacional de Arte de Cataluña custodia el catálogo de su colección, recogido en un lujoso cuaderno manuscrito titulado «Objetos artísticos, catálogo. J. F. V.», encuadernado en piel, con letras y cortes dorados, donde se relacionan piezas y precios de su colección. Está firmado y rubricado sin fecha. También se conservan en la Biblioteca tres volúmenes titulados «Objetos artísticos de D. José Ferrer y Soler», no fechados, que contienen fotografías de algunas de las obras que reunió.
Fue miembro de la primera junta de la Biblioteca Museo Víctor Balaguer de Vilanova i la Geltrú

## Político
En política fue conservador, líder del grupo silvelista de Barcelona, denominado "Círculo Conservador Independiente".
Fue senador del Reino por la provincia de Barcelona entre 30 de abril de 1899 hasta su renuncia por enfermedad el 22 de noviembre de 1900, y diputado en el Congreso de los Diputados, elegido por la provincia de Barcelona el 2 de marzo de 1891 y el 5 de abril de 1893.

## Familia
Hijo del industrial José Ferrer y Vidal (presidente de la Caja de Barcelona y de la patronal catalana), y de María de la Concepción Soler y Serra. Hermano de Luis Ferrer-Vidal y Soler, cofundador y primer presidente de La Caixa y cofundador y primer Gerente de la Cía. General de Asfaltos y Portland "ASLAND".
El rey Alfonso XII, en reconocimiento a los méritos de su padre, ennobleció a la familia uniendo los apellidos Ferrer y Vidal (en lo sucesivo, Ferrer-Vidal). 
Casó en primeras nupcias con Josefina Güell Bacigalupi, hermana de Eusebio Güell y Bacigalupi, I conde de Güell. De este matrimonio nació:
1. Juan José Ferrer-Vidal y Güell, II marqués de Ferrer-Vidal, que casó con María Parellada y Santaló, de cuyo matrimonio nacieron: 
1.1. Eugenia (esposa del camarero secreto de S.S. Pío XII, Fernando del Castillo y Villanueva),
1.2. Josefina (segunda esposa de Juan Antonio Güell y López Bacigalupi y Bru, III marqués de Comillas, II Conde de Güell, VI Conde de San Pedro de Ruiseñada),
1.3. Pilar (esposa de Luis Vidal-Quadras y Villavecchia) y
1.4. José Ferrer-Vidal y Parellada, III marqués de Ferrer-Vidal, fallecido en 1984 soltero sin descendencia.
Casó en segundas nupcias con Madrona Aloy y Poch, viuda de Massoni, de quien tuvo una hija:
2. María Josefa Ferrer-Vidal y Aloy.

## Distinciones
- Caballero de la Gran Cruz de la Orden de Isabel la Católica.
- Caballero de la Gran Cruz de la Orden al Mérito Militar.
- Miembro de la Real Academia de Bellas Artes de San Fernando.[1]